# 江永县
江永县位于中国湖南省南部，是永州市下辖的一个县。总人口約27万人，县人民政府駐瀟浦鎮千家峒路27號。区域总面积为1,629.15平方公里。

## 历史
秦始皇二十六年（前221年）置营浦县，今县东北部属之。
汉元鼎六年（前111年），在今县西南置谢沐县。
隋开皇九年（589年），并谢沐、营浦为永阳县。
唐天宝元年（742年），改永阳县为永明县。
1956年3月，改永明县为江永县。（1955年江华设为瑶族自治县，其西部河谷平原的汉族聚居区共1020.37平方公里划归永明县辖，故取两县首字改称江永。1958年及1989年这些地区先后划回江华。）

## 地理
地理坐标为东经110°32′～110°56′，北纬24°55′～25°28′之间；南北长63千米，东西宽55.5千米。面积1,633平方千米。
西北部与广西灌阳、恭城交界，南临广西富川，东部和湖南本省江华接壤，东北部与道县相连。
北部为都庞岭，最高海拔1951米(杉木顶)。
建有中型水库两座：古宅水库、源口水库。

## 人口
2020年末，永州市第七次全国人口普查公报显示：江永县常住人口为235699人，男性人口占比52.12%，女性人口占比47.88%，年龄结构中0-14岁占比24.52%，15-59岁占比56.56%，60岁以上占比18.93%，65岁以上占比13.38%。
2007年末总人口25.1万，以瑶族为主的少数民族人口15.86万人，占全县总人口的63.2%，少数民族聚居区占全县总面积的87%。

## 行政区划
江永县下辖6个镇、4个民族乡：
潇浦镇、上江圩镇、夏层铺镇、桃川镇、粗石江镇、回龙圩镇、松柏瑶族乡、千家峒瑶族乡、兰溪瑶族乡和源口瑶族乡。

## 政治

### 现任领导
| 机构     | 江永县人民政府 县长 | · 中国共产党 · 江永县委员会 · 书记 | 江永县人民代表大会 常务委员会 主任 | · 中国人民政治协商会议 · 江永县委员会 · 主席 |
| -------- | ------------------- | ---------------------------------- | ---------------------------------- | -------------------------------------------- |
| 姓名     | 何德波              | 唐德荣                             | 廖树清                             | 谭美池                                       |
| 民族     | 汉族                | 汉族                               | 瑶族                               | 汉族                                         |
| 出生地   | 湖南省道县          | 永州市冷水滩区                     | 永州市江华瑶族自治县               | 永州市江永县                                 |
| 出生日期 | 1976年12月（48歲）  | 1972年12月（52歲）                 | 1970年9月（54歲）                  | 1973年3月（52歲）                            |
| 就任日期 | 2021年6月           | 2021年7月                          | 2021年                             | 2021年                                       |

## 经济
2001年国内生产总值10.46亿元
据相关报道显示，2012年江永各行业贷款总额约50亿元人民币，存款总额也为大约50亿元人民币。不良贷款率处于正常范围内。县城为该县的主要经济中心，县城有农业银行营业部2家，工商银行营业部1家，建设银行营业部1家，邮政储蓄银行一家，小额贷款公司一家。中型购物超市约5家(两层楼以上、含两层楼)，医院有县人民医院、县中医院、现代医院等。县城有加油站3处。主要车站两处。

## 交通
省道S325线贯穿全境，洛湛铁路于2008年建成通车。

## 文化教育
- 学校

学校主要有三所，分别是县一中(县城)、二中(桃川镇)、三中(县城)、职中(县城)。这些学校均有初中，除职中外其他三所学校均有高中，其中以一中的高中人数最多，教学质量最好。全县每年约有1千人参加高考，全县每年考上二本的人数约为150人左右，县里有不少初、高中学生到外地学校学习。
- 女书

## 风景名胜
- 上甘棠村（中国历史文化名村）
- 允山玉井古窑址（湖南省文物保护单位）
- 都庞岭国家级自然保护区
- 千家峒
- 女书园